# Schleuse Gleesen
Die Schleuse Gleesen ist eine Schleuse am Dortmund-Ems-Kanal (DEK). Sie liegt im Ortsteil Gleesen der Gemeinde Emsbüren, im Süden des Landkreises Emsland.

## Allgemeines
Die Schleuse Gleesen (DEK-km 137,9) ist das nördlichste Bauwerk der so genannten Schleusentreppe Rheine. Auf diesem rund 29 Kilometer langen Kanalabschnitt wird bis zur Schleuse Bevergern (DEK-km 109,3) ein Höhenunterschied von knapp 29 Metern überwunden. Zwischen Gleesen und Bevergern liegen noch vier weitere Schleusen: Hesselte (DEK-Km 134,5), Venhaus (DEK-km 126,6), Altenrheine (DEK-km 118,0) und Rodde (DEK-km 112,5).
Die Schleuse Gleesen wird vom Wasserstraßen- und Schifffahrtsamt Westdeutsche Kanäle betrieben. Sie hat eine mittlere Fallhöhe von 6,37 m und wird täglich, außer an Feiertagen, von 06:00–22:00 Uhr von der Leitzentrale Bergeshövede bedient und überwacht.

## Schleusenkammern
Kleine Schleuse
Die erste Schleuse wurde 1898 erbaut. Die Schleusenkammer ist 65,93 m lang, 8,60 m breit und als Sparschleuse mit vier Sparbecken konzipiert. Sie ist nicht mehr in Betrieb und seit 2002 als Baudenkmal anerkannt.
Große Schleuse
Bereits 1914 wurde eine weitere Schleusenkammer in Betrieb genommen. Sie ist 162,03 m lang und 9,93 m breit und mit diesen Abmessungen maximal für Europaschiffe geeignet.
Neue Schleuse
Anfang 2016 hat die Ahauser Niederlassung der Johann Bunte Bauunternehmung den ersten Auftrag zum Bau einer neuen Schleusenkammer erhalten. Mit einer Nutzlänge von 135 m und einer Breite von 12,5 m wird sie die Passage von Großmotorgüterschiffen ermöglichen. Die neue Schleuse wird zwischen den beiden alten Kammern errichtet, so dass die Große Schleuse auch während der Bauarbeiten sicher betrieben werden kann. Der erste Spatenstich für den Neubau erfolgte am 23. August 2016. Im Oktober 2019 begann der Aushub der eigentlichen Baugrube für die neue Schleusenkammer. Nach ihrer Fertigstellung erfolgt der Umbau und Teilabriss der alten Bauwerke. Die Inbetriebnahme ist für 2025 geplant.